# Movilutil
Els Movilutil varen ser uns prototipus de microcotxe construïts a Barcelona entre 1957 i 1959 per l'empresa del mateix nom, amb seu al número 108 del carrer Bac de Roda. Cap dels prototipus no va arribar a ser produït en sèrie, entre altres motius, a causa de l'aparició del Seat 600. A banda d'aquests projectes, Movilutil es dedicava a la distribució de diversos productes relacionats amb l'automoció com ara les furgonetes i remolcs Fesan, entre els quals hi destacava un model de remolc anomenat Rulo.

## Història
El primer prototip d'automòbil Movilutil fou el Baby, presentat al circuit de Montjuïc de Barcelona l'octubre de 1958. Es tractava d'un model utilitari amb carrosseria de dues portes de xapa metàl·lica, amb capacitat teòrica per a quatre persones i molt semblant al Goggomobil alemany. Segons el catàleg publicitari, duia un motor de dos temps monocilíndric de 9 hp al fre que lliurava una potència de 7,6 CV. A data de setembre de 1959, el seu preu de venda era de 59.000 pts.
Movilutil també va oferir en catàleg un model tipus furgoneta de tres rodes, amb capacitat per a dues places i una capacitat de càrrega d'entre 300 i 400 kg. El 1959, amb motiu de la Fira de Mostres de Barcelona, Movilutil va presentar oficialment un tercer model anomenat Automach, un petit utilitari amb capacitat per a 4 places equipat amb un motor posterior bicilíndric de dos temps i 350 cc que desenvolupava una potència de 15 CV a 4.700 rpm. Les prestacions anunciades eren de 100 km/h amb un consum de 5 litres cada 100 km.